# Dorpskerk (De Bilt)
De Dorpskerk, ook bekend als Hervormde Kerk, is een 17e-eeuws protestants kerkgebouw in De Bilt. Het gebouw is in gebruik als kerk en is onderdeel van de Protestantse Kerk in Nederland.

## Geschiedenis
Nadat in 1580 het monnikenklooster Oostbroek en in 1585 het vrouwenklooster met de bijbehorende kapellen waren gesloopt had de Biltse bevolking geen kerk meer. De bevolking ging eerst naar Zeist, waar de kerk bewaard was gebleven, en later vanaf 1640 naar Blauwkapel.
Op 27 februari 1650 gaven de Staten van Utrecht toestemming voor de bouw van een kerk in De Bilt. Deze goedkeuring kwam niet zonder moeite tot stand; schout Paul Ruijssch en hoogleraar theologie Prof. Dr. Hoornbeek moesten intensieve onderhandelingen voeren met de Staten. Een belangrijk argument was dat er elders in de provincie reeds kerken bestonden met een kleiner aantal leden. Met de toestemming werd tevens een subsidie van ƒ 12.000,- toegekend, bedoeld voor de bouw van de kerk, een predikantswoning en een kosterswoning. Aan deze subsidie was wel de voorwaarde verbonden dat het onderhoud van de gebouwen en het levensonderhoud van de koster bekostigd dienden te worden door de kerkelijke gemeente zelf. De kerk werd gebouwd in een stijl die erg lijkt op de Hollandse gotiek.
Op 27 april 1652 werd de kerk officieel in gebruik genomen. Enkele weken daarna werd de schoolmeester aangesteld als koster en later dat jaar trad dominee Lambertus Sanderus aan als eerste predikant. In 1661 vroeg de kerkelijke gemeente een subsidie aan bij de Staten van Utrecht voor de bouw van een gaanderij, om zo het aantal zitplaatsen in de kerk te vergroten.
Op het dak van de kerk stond oorspronkelijk een klein torentje met een klok, maar dit werd in 1839 wegens bouwvalligheid afgebroken. Ter vervanging werd tegen de westgevel een nieuwe toren gebouwd, die sindsdien bekendstaat als de Peperbus. Door de groei van de bevolking vonden er meerdere uitbreidingen en verbouwingen plaats: in 1840, 1895 en een grondige renovatie in 1952. Tijdens deze opknapbeurt schonken gemeenteleden nieuwe glas-in-loodramen aan de kerk.
Aan het einde van de Tweede Wereldoorlog verscholen enkele jongemannen zich af en toe in de grafkelder op de begraafplaats bij de Nederlands Hervormde Kerk aan de Dorpsstraat in De Bilt. Deze kelder behoorde tot de familie Steengracht van Oostcapelle, die van 1820 tot 1960 op landgoed Beerschoten woonde. In het schijnsel van kaarslicht speelden de onderduikers er soms een kaartspel.
Vanaf 1944 had de Duitse bezetter dringend behoefte aan arbeidskrachten. Mannen werden opgeroepen om te werken aan de nieuwe Grebbelinie ter verdediging tegen de Geallieerden, of om bomtrechters bij station Bilthoven te dempen. Velen werden ook naar Duitsland gestuurd om in de oorlogsindustrie te werken.
De Duitsers verspreidden huis-aan-huis oproepen om zich te melden bij Hotel Nas of bij de hoek van de Vuursesteeg. Zelfs personen met een speciale Ausweis waren niet altijd vrijgesteld. Zoals elders in Nederland doken veel mannen onder om aan deze dwangarbeid te ontkomen. Enkele vonden onderdak in het klooster aan de Burgemeester De Withstraat, dankzij de inzet van zuster Geraldine, hoewel de moeder-overste moeite had met mannelijke onderduikers in een vrouwenklooster.

## Preekstoel

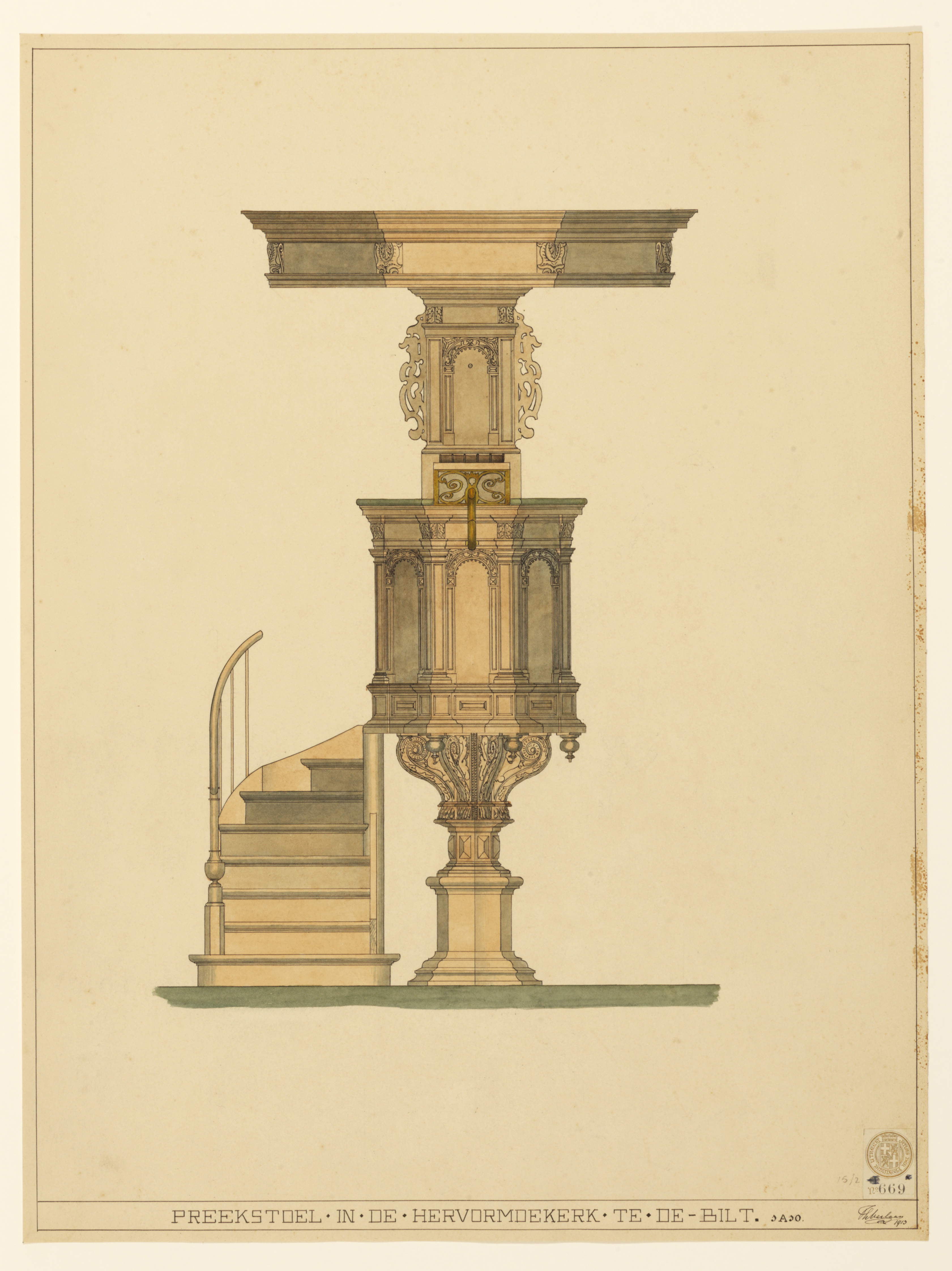
De preekstoel in een tekening uit 1913

In de dorpskerk bevindt zich een bijzondere preekstoel. Deze preekstoel is de oudste bewaard gebleven op de Utrechtse Heuvelrug. Volgens een inscriptie op een grafsteen in de kerk werd hij geschonken door Dirk Salomonszoon in 1652. In tegenstelling tot de gangbare zeshoekige vorm is deze preekstoel achthoekig, een vorm die in de zeventiende eeuw vaker voorkwam. Hij rust op leeuwenklauwen en is versierd met acanthusbladeren. Boven de preekstoel bevindt zich een klankbord in dezelfde achthoekige vorm. Hoewel dit klankbord in 1895 tijdens een verbouwing werd vernieuwd, zijn daarbij enkele originele elementen hergebruikt. Tijdens diezelfde verbouwing werd de preekstoel op een stenen voet geplaatst.

## Kerkhof
Bij de Dorpskerk aan de Dorpsstraat (voorheen Steenstraat 70) in De Bilt ligt een historisch kerkhof, dat sinds de ingebruikname van de kerk in 1652 wordt gebruikt. Aanvankelijk werden hier uitsluitend leden van de kerk begraven, maar vanaf de tweede helft van de achttiende eeuw ook vooraanstaande inwoners van Utrecht, omdat begraven binnen de stadsgrenzen als onhygiënisch werd beschouwd. Het kerkhof, bestaande uit twee velden ten noorden en zuiden van de kerk, werd op 1 oktober 1900 gesloten. Oorspronkelijk telde men 204 graven, waarvan er nu nog 90 herkenbaar zijn. Onder de overledenen bevinden zich voorname personen zoals jonkheer Hendrik van den Bosch, burgemeester H.M.A.J. van Asch van Wijck en diverse Utrechtse hoogleraren. Ook zijn er grafstenen van landgoedeigenaren, ambachtsheren en burgers uit De Bilt, waaronder de familie Buitenweg. Een opvallend graf toont een afgebroken zuiltje, symbool van een afgebroken leven.

## Toren
Sinds de Staatsregeling van 1798 zijn alle kerktorens eigendom van de burgerlijke gemeente. In 1839 besloot de gemeente het vervallen torentje van de Dorpskerk in De Bilt te slopen en tegen de westgevel een nieuwe toren te bouwen, waarvan de ingang tevens als hoofdingang van de kerk diende. In 1868 werd er een mechanisch uurwerk geplaatst, dat in 1934 werd vervangen. De huidige luidklok uit 1783 wordt nog steeds met de hand geluid. Aan de zuidzijde van de kerk bevindt zich een zonnewijzer die al vóór 1742 werd aangebracht en nog altijd aanwezig is.
Tijdens een storm op 2 april 1973 raakte de torenhaan beschadigd. De oude, slecht geworden haan werd vervangen en is nu te zien in de hal van de toren; de nieuwe haan werd geplaatst in 1976, samen met restauraties aan de torenomloop en koepel. De toren wordt sindsdien jaarlijks gecontroleerd door de Monumentenwacht.
In 1987 werd bij inspectie vastgesteld dat de toren aangetast was door de bonte knaagkever, met een verergering in 1989. Om verspreiding naar het kerkgebouw te voorkomen, werd een restauratie uitgevoerd waarbij zwaar aangetast hout werd vervangen en ander hout werd behandeld. Ook het loden plat en delen van het muurwerk werden hersteld. In 2008 onderging de toren opnieuw een restauratie, uitgevoerd door de burgerlijke gemeente.

## Orgel
Bijna twee eeuwen lang had de Dorpskerk in De Bilt geen orgel; de begeleiding van de zang werd verzorgd door een voorzanger. In 1843 gaf de kerkenraad opdracht aan de orgelbouwers G.W. en H.B. Lohman om een orgel te bouwen voor ƒ 2950,-. Het werd op 31 augustus 1845 voor het eerst gebruikt tijdens een kerkdienst.
In 1908 voerde de Utrechtse firma J. de Koff herstelwerkzaamheden en aanpassingen aan de klank uit. Daarbij werden enkele registers vervangen: de Dulciaan op het hoofdmanuaal werd vervangen door een Trompet 8 voet, en de Flageolet 1 op het bovenwerk door een Salicet. Ook werd een pedaal toegevoegd met twee stemmen (Subbas 16 voet en Bourdon 8 voet).
Na brandschade in 1920 herstelde De Koff het orgel opnieuw. Technisch onderhoud volgde in 1963/1964. Eind jaren zeventig restaureerde Flentrop Orgelbouw uit Zaandam het instrument met als doel het oorspronkelijke Lohman-klankbeeld zoveel mogelijk te herstellen. Het in 1908 toegevoegde pedaal bleef behouden, en het orgel kreeg ook zijn oorspronkelijke lichte kleur terug.
Oorspronkelijke dispositie:
Hoofdmanuaal:
- Praestant 8' (front, Engelsch tin, gepolijst)
- Bourdon 16' (orgelmetaal, 24 grootste pijpen van hout)
- Holpijp 8' (orgelmetaal, 12 grootste van hout)
- Octaaf 4'
- Fluit 4'
- Quint 3'
- Octaaf 2'
- Salcionaal 8' (discant, 4 sterk)
- Mixtuur (bas 3 sterk, discant 4 sterk)
- Voorziening voor Dulciaan 8' met 2 trekkers

Bovenwerk:
- Violinprestant 4'
- Fluit doux 8' (12 grootste van hout)
- Viola di Gamba 8' (eerste octaaf uit Fluit doux, sprekend vanaf klein c)
- Roerfluit 4'
- Gemshoorn 2'
- Flageolet 1'

Pedaal (toegevoegd 1908):
- Subbas 16'

Bourdon 8'